# 尼古拉·塞拉科维奇
尼古拉·塞拉科维奇（發音：[nǐkola sêlaːkoʋitɕ]；1983年4月30日—）是塞尔维亚律师和政治家，现任塞尔维亚外交部长。

## 生平
1983年4月30日，尼古拉·塞拉科维奇出生在兹拉提波尔州乌日策，他毕业于贝尔格莱德大学法学院，毕业后在学院出任比较法律传统方面的助理。在校任教时，他曾把学生手中一瓶克罗地亚制造商生产的矿泉水扔入垃圾桶，并且向学生指出购买国产商品的重要性。
2001年，塞拉科维奇加入塞尔维亚激进党以对抗塞尔维亚民主反对党联盟，因为当时他的父亲是塞尔维亚社会党的一名成员而被塞尔维亚民主反对党联盟解雇。
2008年起，塞拉科维奇出任塞尔维亚前进党党员、执行委员会委员、法律委员会主席。
2012年至2014年，塞拉科维奇出任塞尔维亚司法和国家行政部长，之后出任司法部部长。
2017年5月31日，塞尔维亚总统亚历山大·武契奇任命塞拉科维奇出任总统秘书长，任期至2020年10月27日。自2020年10月28日起，塞拉科维奇一直任安娜·布尔纳比奇第二届内阁的外交部长。

## 家庭
塞拉科维奇有一个兄弟叫维利米尔·塞拉科维奇。塞拉科维奇的妻子叫米利卡，他们有三个孩子：拉撒、瓦西里耶和柳比卡。